# Cătălin Avramescu
Cătălin Avramescu (n. 12 iulie 1967, Mizil, județul Prahova) este un filosof și un publicist român. Începând cu 17 ianuarie 2008, a fost numit consilier de stat în cadrul Cancelariei președintelui Traian Băsescu.
Este doctor în filozofie al Universității din București. Specialist în filozofie politică și morală, a susținut cursuri la București și la Helsinki și conferințe în Ungaria, Scoția, Canada și Austria. A publicat eseuri și studii de teorie politică și istoria ideilor, în special asupra intervalului secolelor XVII–XIX.

## Biografie
Cătălin Avramescu s-a născut la data de 12 iulie 1967, în orașul Mizil (județul Prahova). A urmat studii la Facultatea de Filozofie a Universității București (1986-1991), apoi cursuri de doctorat în Filozofie la aceeași universitate (1994-1998). A obținut titlul științific de doctor în filozofie cu o teză de disertație asupra teoriei contractului social de la Hobbes la Rousseau. Este lector universitar și politicianist român contemporan.
În perioada 1992–1993, a fost Visiting Graduate Student la St Antony’s College din cadrul University of Oxford. În anul 1992 a devenit asistent asociat la Școala Națională de Științe Politice și Administrație, apoi asistent asociat la Academia de Studii Economice din București (1993-1994), cadru didactic asociat la Centrul de Științe Sociale din cadrul Universității București (1994), cadru didactic asociat la Școala Superioară de Jurnalism (1994-1996) și Visiting Lecturer la Department of Social Philosophy (Helsinki University) (2000 și 2007).
Începând din anul 2005, este lector la Facultatea de Științe Politice a Universității din București, predând cursurile de istorie a gândirii politice, filozofie politică și etică.
În data de 12 iunie 2007, Președintele României, Traian Băsescu, l-a propus pe Cătălin Avramescu pentru postul de titular în cadrul Consiliului de Administrație al Societății Române de Televiziune. Comisiile reunite de cultură și mass-media ale Parlamentului au respins propunerea președinției, cu 10 voturi împotrivă, 4 voturi pentru și cinci abțineri.
În perioada 1993-1994 a fost membru al redacției revistei "Sfera Politicii". În anul 2005 devine membru al Grupului de Dialog Social (GDS) și în 2007 directorul seriei "Idei politice fundamentale" de la Editura Nemira. A fost editorialist la ziarul Cotidianul până în 2007, dată la care Robert Turcescu a preluat postul de director editorial al ziarului. În prezent este editorialist la ziarul Bursa.
La data de 15 iunie 2011 a fost numit în funcția de ambasador în Finlanda și Estonia. La data de 5 aprilie 2016 a fost rechemat din funcția de ambasador de către Președintele Iohannis.

## Activitatea de cercetare
Cătălin Avramescu a avut stagii de cercetare la următoarele instituții:
- Collegium Budapest/Institute for Advanced Study (1996-1997) - Junior Fellow
- Department of Social Philosophy (Helsinki University) (1998-1999) - Visiting Postdoctoral Fellow
- Institute of Philosophy (Oslo University) (1999) - Visiting Scholar
- Institute for Advanced Study in Humanities (University of Edinburgh) (1999) - Fellow în Teoria contractului în Iluminismul scoțian
- Clark Library/Center for 17th and 18th Century Studies (University of California, Los Angeles) (1999-2000) - Visiting Fellow
- Sigurdur Nordal Institute (Reykjavik) (2000) - Visiting Fellow
- Netherlands Institute for Advanced Study in the Humanities and Social Science (Royal Netherlands Academy of Arts and Sciences, Wassenaar) (2000) - Visiting Scholar
- Herzog August Bibliothek (Wolfenbuttel) (2001) - Mellon Research Fellow
- Institut fűr Geschichte din Viena (2001-2003) - Lise Meitner Research Fellow
- Facoltà di Lettere e di Filosofia din Ferrara (2003-2004) - Marie Curie Research Fellow în Teoriile păcii în secolele XVII-XVIII
- Colegiul Noua Europă/Institutul de Studii Avansate din București (2004-2005) - bursier în Ideea de ordine în tradiția dreptului natural

## Volume publicate
- De la teologia puterii absolute la fizica socială (București, 1998) - este o explorare tematică a teoriei contractului social de la Thomas Hobbes la Jean-Jacques Rousseau.
- Filosoful crud. O istorie a canibalismului (Editura Humanitas, 2003)
- Constitutia Statelor Unite ale Americii (Editura Humanitas, 2010)
- Cum alegem? Un portret al democrației pe înțelesul tuturor (București, 2016, Editura Humanitas)

## Traduceri
Cătălin Avramescu a tradus, singur sau în colaborare, lucrările:
- Peter Singer - Hegel (Ed. Humanitas, București, 1994)
- Thomas Hobbes - Elementele dreptului natural și politic (Ed. Humanitas, București, 2005)
- David Hume - Eseuri politice (Ed. Humanitas, București, 2005)
- Jean-Jacques Rousseau - Despre contractul social (Ed. Nemira, București, 2008)

## Controverse
Cătălin Avramescu a fost implicat în timp în mai multe controverse. Una dintre controverse se referă la poziția asumata față de discuțiile pe tema ținutului secuiesc.
Avramescu a declarat într-o emisiune de televiziune că în Irak ar trebui folosite armele nucleare: "Tocmai puterea imensă a armelor nucleare este aceea care le face de nefolosit în teatrele de război actuale. Însă recurgerea la armele convenționale este de utilitate limitată împotriva unor grupuri decise să macine inamicul prin lupte de gherilă, terorism și propagandă. De aceea, amenințarea proliferării trebuie contracarată prin recurgerea la altă generație de arme nucleare care să înlăture tabuul nuclear și care să facă posibilă intervenția la distanță fără riscul angajării unor trupe înarmate convențional. Această generație de arme nucleare există deja: este vorba de armele tactice cu neutroni care nu au dezavantajul căderilor radioactive și suflul extrem de destructiv. Ele pot elimina inamicul de pe o rază redusă lăsând în picioare clădirile. Cu aceste arme, o campanie confuză și prelungită în genul celei din Irak nu ar fi necesară. Mai rămâne ca democrațiile să-și depășească reținerile impuse de propria imaginație morală".
În 2018, Avramescu a anunțat că boicotează „Referendumul pentru Familie”.